# De Forenede Arabiske Emiraters fodboldlandshold
Forenede Arabiske Emiraters fodboldlandshold administreres af fodboldforbundet Forenede Arabiske Emiraters fodboldforbund.